# Juti (Járkov)
Juti (en ucraniano: Гути, romanizado: Juty) es un pueblo ucraniano perteneciente al óblast de Járkov. Situado en el noreste del país, es parte del raión de Bojodújiv y parte del municipio (hromada) de Bojodújiv.

## Toponimia
El nombre del pueblo en otros idiomas de importancia local es Guti (en ruso: Гуты). 

## Geografía
Juti está situado a orillas del río Merla, 15 km al oeste de Bojodújiv y 80 km al noroeste de Járkiv. 

## Historia
Juti fue fundada en torno a 1767 y formó parte del uyezd de Valki en la gobernación de Járkov del Imperio ruso. En 1869 se produjo la inauguración de la refinería de azúcar de Juti, propiedad del barón Leopold Koenig, el «rey del azúcar» del Imperio ruso. 
El pueblo recibió el estatus de asentamiento de tipo urbano en 1938.
Durante la Segunda Guerra Mundial, Juti fue ocupada por la Alemania nazi de octubre de 1941 a agosto de 1943. 
En 2023, Juti perdió el estatus de asentamiento de tipo urbano debido a la eliminación de este estatus administrativo.

## Demografía
La evolución de la población de Juti entre 1989 y 2022 fue la siguiente:
| 2360                                                          | 2043 | 1782 | 1711 | 1621 |
| (Fuente: Cities & Towns of Ukraine y UKRAINE: Größere Städte) |      |      |      |      |

## Infraestructura

### Transporte
La estación de trenes de pasajeros más cercana se encuentra en Bojodújiv, en la línea que conecta Járkov y Sumy.